# День семьи и пенсионеров
День семьи и пенсионеров  (перс. روز خانواده و تکریم بازنشستگان Руз-э Ханэвадэ-во такрим-э базнэщастэган) — иранский праздник, отмечающийся 25 зуль-хиджры по календарю лунной хиджры. В связи с особенностями лунной хиджры данную дату невозможно перевести в григорианский календарь. В 2016 году День семьи и пенсионеров прошёл 27 сентября, в 2017 году пройдет 16 сентября.

## История праздника
5 апреля 1967 года Верховный совет культурной революции Ирана официально включил День семьи и пенсионеров в список праздников и памятных дней Ирана.
День проведения этого праздника связан с одной из сур священной книги мусульман Корана. Сура «Аль-Инсан» была получена Пророком Мухаммедом в 25 день месяца зуль-хиджы. Она была дарована ему Аллахом спустя три дня строгого поста. Данная сура рассказывает о важности семьи в жизни каждого человека.

## Семья и ислам
Традиционно в исламской культуре семье отводилась огромная роль. С точки зрения мусульманской культуры семья рассматривается не просто как стандартная ячейка общества, но и как неразрывно связанная с обществом единица. Мусульмане интегрируют правила, традиции и законы семьи в общество, а правила, традиции и законы общества могут перекладываться на семью. Порой даже трудно отличить, где начинается умма (традиционная мусульманская община) и кончается семья.
Традиционно в исламском обществе почитаются пожилые люди, обладающие большим опытом и мудростью.
Стоит отметить традиционное строение мусульманского общества, где до сих пор сильны клановые и сословные традиции. Порой принадлежность к клану определяет гораздо больше в жизни человека, чем его личные и профессиональные качества.
Таким образом, можно понять причины, по которым тема семьи упоминается даже в священной книге мусульман, не говоря уже о бесчисленных произведениях мусульманской культуры. Главной темой многих современных иранских фильмов, книг, песен, спектаклей становятся именно отношения в семье.
Правительство Ирана создало множество льгот и отчислений для семей и пенсионеров: начиная льготными супермаркетами и скидками на товары народного потребления и заканчивая солидными пенсиями, компенсациями в случае смерти родственника и льготами на коммунальные услуги.